# Chinon
Chinon é uma comuna francesa na região administrativa do Centro, no departamento Indre-et-Loire. Estende-se por uma área de 39,04 km². Em 2010 a comuna tinha 8 483 habitantes (densidade: 217,3 hab./km²).

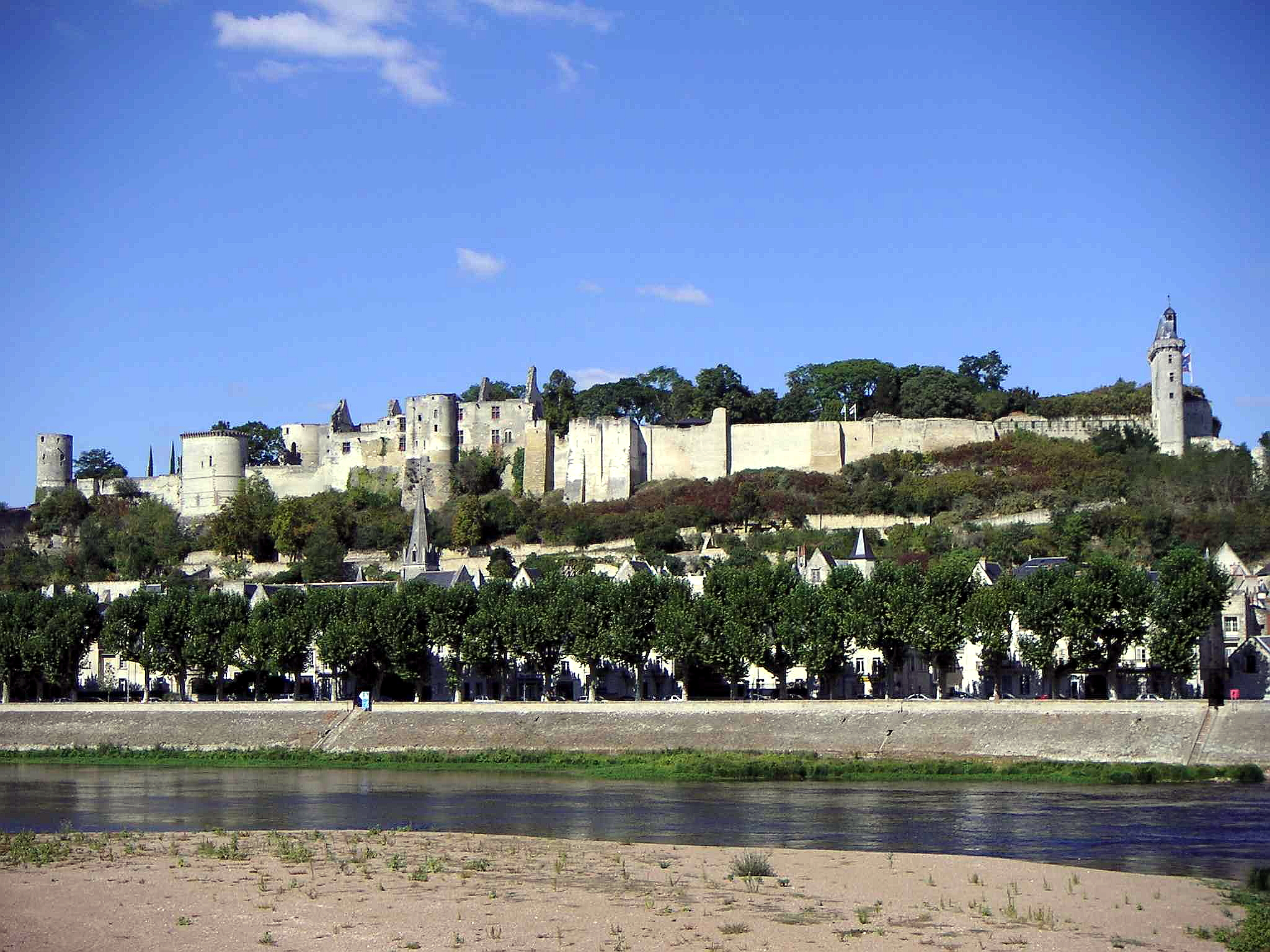
A cidade e o Château de Chinon vistos da margem oposta do rio.